# Gizel Jimenez
Gizel Jimenez es una actriz y cantante estadounidense.

## Primeros años
Nació en Miami, hija de Nancy, proveniente de La Habana, y Pedro, de Santa Clara (Cuba). Creció en Nueva York, donde vivió hasta los trece años de edad, cuando se mudó de vuelta a Florida. Asistió a la Coral Reef High School, donde compitió en concursos de canto clásico. Más tarde fue aceptada en la New World School of the Arts de Miami, donde se graduó con una licenciatura en Bellas Artes en teatro musical.

## Carrera

### Teatro
Su primer trabajo profesional fue una gira por Broadway, donde interpretó a Rosalia en la primera gira nacional de West Side Story. En 2013, actuó en In the Heights en el Walnut Street Theatre. En 2015, apareció en una producción del musical The Theory of Relativity en el Norma Terris Theatre en Chester (Connecticut), su primer espectáculo con el grupo teatral Goodspeed Musicals.
En 2018, apareció en una producción de Alice by Heart en el Powerhouse Theatre de Vassar College & New York Stage and Film. En 2018, apareció como Kate Monster en Nueva York en Avenue Q. Ese año, fue nominada a un premio Drama Desk a la mejor actriz en un musical por su papel en Miss You Like Hell. También actuó en la ceremonia. Al año siguiente, apareció en la producción de Reefer Madness. También se unió a la producción de Broadway de Wicked interpretando a Nessarose en el Gershwin Theatre.
En 2020, fue la Princesa Piper en el elenco original de Bliss the Musical en el 5th Avenue Theatre de Seattle.

### Cine y televisión
Hizo su primera aparición en televisión en un episodio de Law & Order: Special Victims Unit llamado «Presumed Guilty». Fue la protagonista femenina de un cortometraje llamado Timmy Two Chins y también participó en un comercial con el comediante Nick Kroll para Comedy Central.
Apareció en la película musical Tick, Tick... Boom! (2021). Tuvo un papel recurrente como Tess en la serie de televisión de Showtime Dexter: New Blood en 2022. En 2024, interpretó a Mel en la serie de televisión de Apple TV+ Bad Monkey, protagonizada por Vince Vaughn.

### Música
Participó del álbum conceptual Warriors (2024) de Lin-Manuel Miranda y Eisa Davis.